# Lédignan
Lédignan (okzitanisch: Ledinhan) ist eine französische Gemeinde mit 1.520 Einwohnern (Stand: 1. Januar 2022) im Département Gard in der Region Okzitanien. Sie gehört zum Arrondissement Le Vigan und zum Kanton Quissac. Die Einwohner werden Lédignanais genannt.

## Geografie
Lédignan liegt etwa 14 Kilometer südsüdöstlich von Alès und etwa 26 Kilometer nordwestlich von Nîmes. Die Nachbargemeinden von Lédignan sind Cardet im Nordwesten und Norden, Cassagnoles im Nordosten, Saint-Bénézet im Osten, Aigremont im Süden sowie Saint-Jean-de-Serres im Westen.

## Bevölkerungsentwicklung
| Jahr                       | 1962 | 1968 | 1975 | 1982 | 1990 | 1999 | 2006 | 2020 |
| -------------------------- | ---- | ---- | ---- | ---- | ---- | ---- | ---- | ---- |
| Einwohner                  | 770  | 752  | 812  | 815  | 850  | 995  | 1236 | 1491 |
| Quellen: Cassini und INSEE |      |      |      |      |      |      |      |      |

## Sehenswürdigkeiten
- Kirche Saint-Laurent, Ende des 19. Jahrhunderts erbaut
- Protestantische Kirche

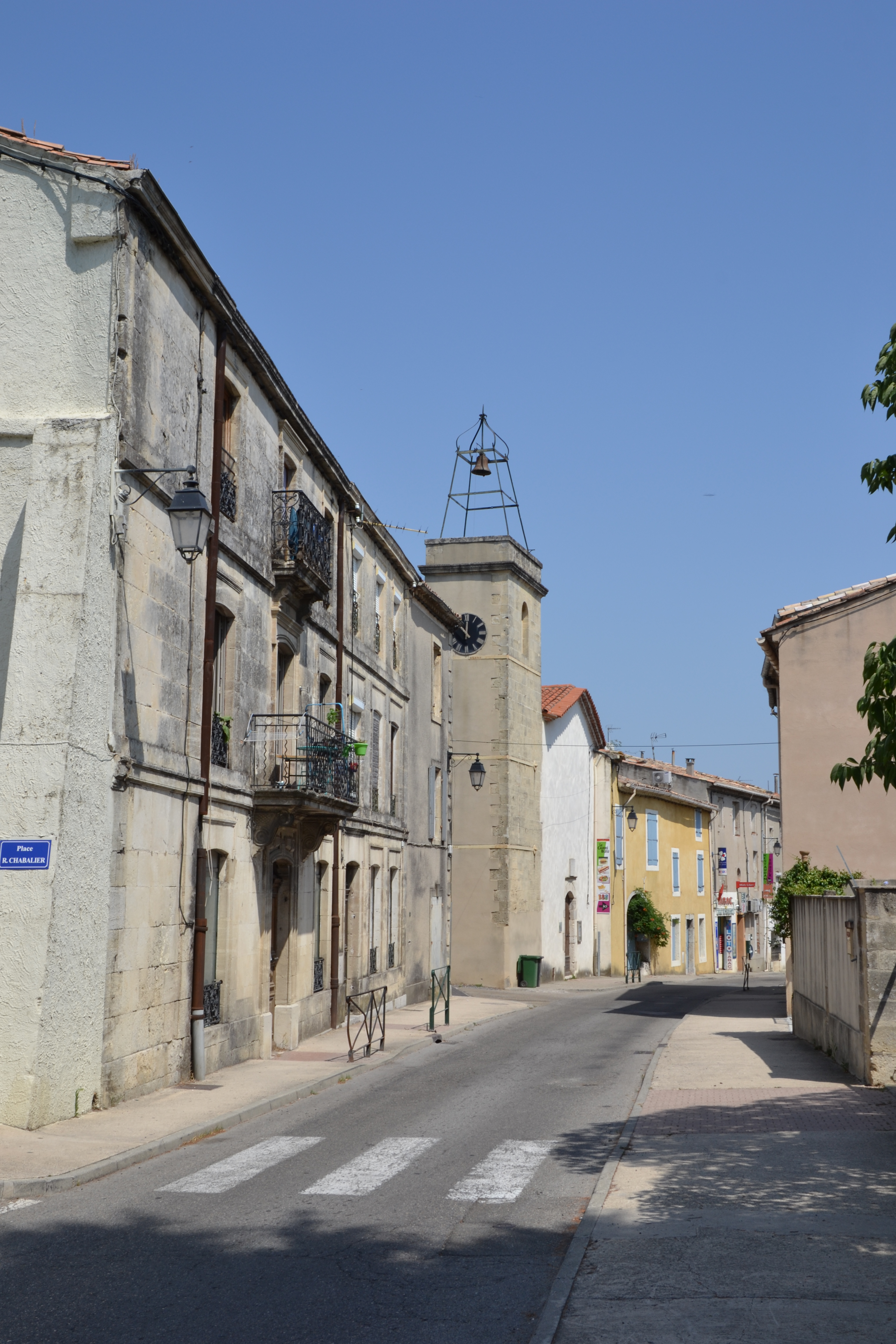
Grand Rue in Lédignan mit dem Turm der Protestantischen Kirche
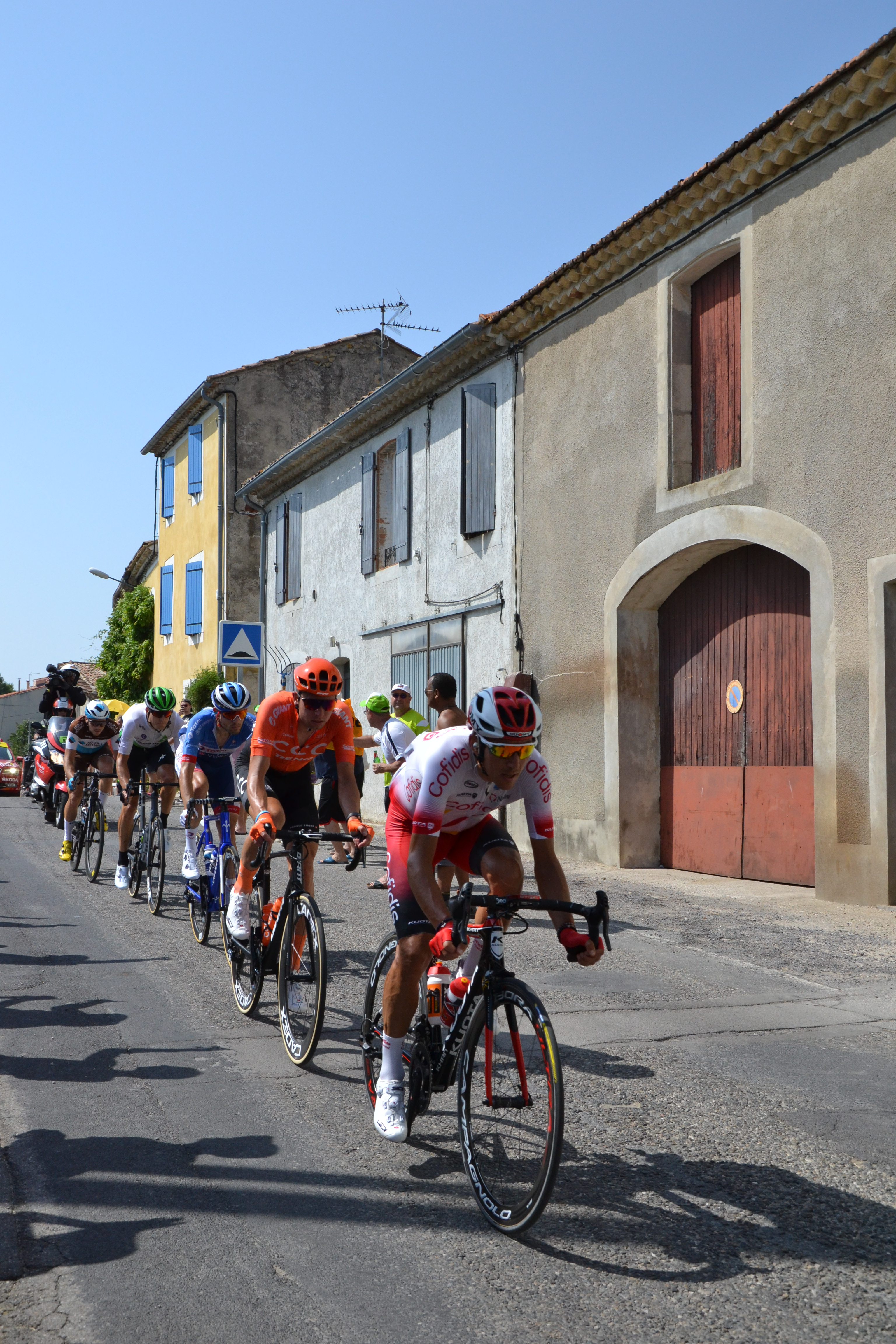
Tour de France 2019 in Lédignan

## Persönlichkeiten
- Auguste Béchard (1883–1965), Politiker
- Nabil El Zhar (* 1986), Fußballspieler, hier aufgewachsen